# Гузенко, Николай Трофимович
Николай Трофимович Гузенко (11 января 1921 — 24 февраля 2009) — генерал-лейтенант войск связи ВС СССР, участник Великой Отечественной войны.

## Биография
Николай Гузенко родился в селе Сушки (Коростенский район Житомирской области) в крестьянской семье. После окончания 9 класса в 1938 году через Барашевский РВК был направлен в Воронежское военное училище связи (учился с 15 сентября 1938 по 4 февраля 1940 года). По окончании присвоено звание лейтенанта, командир взвода курсантов училища. Член ВЛКСМ с 1937 года, кандидат в члены ВКП(б) с февраля 1940 года, член ВКП(б) с января 1942 года.
В годы Великой Отечественной войны проходил службу в войсках связи, с 7 марта по 7 октября 1942 года — адъютант 153-го отдельного батальона связи при 153-й отдельной курсантской стрелковой бригаде. С 7 октября 1942 по 10 сентября 1943 года — заместитель командира телефонно-телеграфного батальона и далее помощник начальника штаба 104-го отдельного полка связи. С 10 сентября по 10 октября 1943 года был помощником начальника связи 20-й армии.
С 10 октября 1943 года по 1 января 1945 года Гузенко снова занимал должность начальника штаба 104-го отдельного полка связи (3-й Прибалтийский фронт, 20-я армия). С января 1945 года и до конца войны старший помощник начальника связи 5-го артиллерийского корпуса прорыва 3-го Белорусского фронта. Участник боёв в Восточной Пруссии (ранен 18 января 1945 года). В составе того же корпуса участвовал в советско-японской войне.
С февраля 1947 года Н. Т. Гузенко проходил службу в Управлении связи Приморского ВО как старший помощник начальника строевого отдела, старший офицер 5-го отдела и офицер 2-го отдела. В сентябре 1948 года назначен начальником штаба 80-го отдельного полка связи Приморского военного округа. С 1 сентября 1950 по 1 сентября 1951 года был слушателем подготовительного курса Военной академии связи имени С. М. Будённого, с 1 сентября 1951 по 5 мая 1955 года был слушателем командного факультета. Начальник штаба 130-го отдельного полка связи Прикарпатского военного округа с мая 1955 по сентябрь 1958 года, участвовал в подавлении антисоветских выступлений в Венгрии.
Старший офицер отдела связи 38-й армии с сентября 1958 по сентябрь 1960 годы. Командовал 130-м отдельным полком связи с сентября 1960 года, с октября 1962 года был начальником войск связи 38-й армии. С марта 1965 по март 1966 годы служил в Объединённой Арабской Республике в должности консультанта войск связи. С 26 марта 1967 года был начальником Ульяновского высшего военного командного училища связи до своего увольнения 19 ноября 1985 года.
Награждён орденом Красного Знамени, двумя орденами Красной Звезды, двумя орденами Отечественной войны I степени, орденом «За службу Родине в Вооружённых Силах СССР» III степени, монгольским орденом Полярной звезды и множеством медалей.

### Семья
Жена — Нина Фёдоровна, двое детей, трое внуков и две правнучки.